# Fața Cristesei, Alba
Fața Cristesei este un sat în comuna Arieșeni din județul Alba, Transilvania, România.